# Hans Langerijs
Hans Langerijs (Blokker, Hoorn, 14 de enero de 1953) fue un ciclista neerlandés que fue profesional entre 1978 y 1986. Obtuvo algunas victorias como la Vuelta en la Baja Sajonia de la cual fue el primer ganador.

## Palmarés
1975
- 1.º en la Olympia's Tour

1977
- 1.º en la Vuelta a la Baja Sajonia

1979
- Vencedor de una etapa en el Circuito de la Sarthe
- 1.º en Valkenswaard

1983
- 1.º en Thorn-Maasgouw
- 1.º en la Zes van Rijn en Gouwe

1984
- Vencedor de una etapa en la Zes van Rijn en Gouwe

### Resultados al Tour de Francia
- 1980. Abandona (13.ª etapa)

### Resultados a la Vuelta a España
- 1986. Abandona (12.ª etapa)